# Karel Matěj Čapek-Chod
Karel Matěj Čapek-Chod (Domažlice, 21 febbraio 1860 – Praga, 3 novembre 1927) è stato uno scrittore ceco.
Nei suoi numerosi racconti espose un'attenta analisi psicologica dei personaggi arricchita da un grande umorismo. Tra le sue opere più note possiamo citare K.L. il Vendicatore (1909), Antonin Vondrejc (1918) e Gli Indri (1920).